# Adolf Bernhard Marx
Adolf Bernhard Marx, född den 15 maj 1795 i Halle, död den 17 maj 1866 i Berlin, var en tysk musikteoretiker av judisk börd. 
Marx studerade juridik och var en tid domstolsreferendarie, men idkade även musikstudier för Türk, senare i Berlin för Zelter, ägnade sig odelat åt musiken och utgav 1824–1830 Berliner allgemeine musikalische Zeitung. 1827 promoverades han till filosofie doktor. Han höll därefter föreläsningar i musik vid universitetet i Berlin samt blev 1830 professor och 1832 universitetsmusikdirektor. År 1850 öppnade han jämte Kullak och Stern det Sternska konservatoriet i Berlin, men drog sig tillbaka 1856. Marx koralbok och sångskolor har inte visat sig livskraftiga, inte heller hans kompositioner: operor, oratorier, sånger, instrumentalmusik. 
Av bestående värde är däremot hans skrifter, bland vilka må nämnas Die lehre von der musikalischen komposition (4 band, 1837-47; flera upplagor), Allgemeine musiklehre (1839; 10:e upplagan 1884), Die musik des 19. jahrhunderts (1855), Ludwig van Beethovens leben und schaffen (1859; 6:e upplagan, bearbetad av Gustav Behncke, 1911), Gluck und die oper (2 band, 1863) och Erinnerungen aus meinem leben (2 band, 1865). Inom harmoniläran fortbildade Marx de uppslag Logier givit. För uppskattningarna av de äldre klassikerna Bach, Händel och Gluck ivrade han med värme, och han var den, som först förklarade och framhöll skönheterna i Beethovens senaste verk, som var före sin tid.